# Рудаш, Ласло
Ласло Рудаш (Владислав Вильгельмович, венг. László Rudas; 21 февраля 1885, Шарвар — 29 апреля 1950, Будапешт) — венгерский коммунист, философ

, академик Венгерской АН (1949). Один из основателей Венгерской коммунистической партии.

## Биография
Родился в семье рабочего-слесаря. В 1903 году вступил в Социал-демократическую партию Венгрии. В ноябре 1918 году участвовал в создании Компартии Венгрии и стал главным редактором её печатного органа. В марте 1919 году направлен делегатом на I конгресс Коминтерна. После падения Венгерской советской республики — в эмиграции, где работает над воссозданием КПВ. В 1922 году переехал в СССР, где преподавал в Институте красной профессуры и Ленинской школе. Принимал участие в дискуссии с «механистами». В 1945 году вернулся на родину и был избран членом ЦК КПВ, а в 1948 году стал ректором Будапештского университета политэкономии имени К. Маркса.Критиковал эстетические и философские взгляды Лукача.

## Сочинения на русском языке
- Предисловие // К. Каутский. Марксова теория государства в освещении Кунова. М., 1924.
- К 200-летней годовщине со дня рождения И. Канта // Красная новь. 1924. № 4 (21).
- Ортодоксальный марксизм // Вестник Коммунистической академии. 1924. Кн. VIII. С. 281—304.
- Лукач как теоретик классового сознания // Вестник Коммунистической академии. 1924. Кн. IX. С. 198—252.
- Преодоление капиталистического овеществления или диалектическая диалектика тов. Лукача // Вестник Коммунистической академии. 1925. Кн. X. С. 3—66.
- К вопросу о происхождении греческой философии // Вестник Коммунистической академии. 1928. Кн. XXX. С. 127—158.
- Проблема материи // Под знаменем марксизма. 1929. № 6.
- Механистическая и диалектическая теория причинности (теория причинности т. Бухарина) // Вестник Коммунистической академии. 1929. Кн. XXXV-XXXVI. С. 74—93.
- Вопросы государства и социал-фашисты. М., 1933.
- Диалектический материализм и социал-демократия. М., 1934.
- Dialectical Materialism and Communism. London: Labour Monthly, 1934. 2nd ed., 1935.